# Ligne Tōbu Kinugawa
La ligne Tōbu Kinugawa (東武鬼怒川線, Tōbu Kinugawa-sen) est une ligne ferroviaire de la compagnie privée Tōbu à Nikkō, dans la préfecture de Tochigi au Japon. Elle relie la gare de Shimo-Imaichi à celle de Shin-Fujiwara.
Sur les cartes, la ligne Tōbu Kinugawa est de couleur orange et les gares sont identifiées par les lettres TN suivies d'un numéro.

## Histoire
La ligne a été ouverte en janvier 1917 comme ligne de tramway à l'écartement 762 mm. Elle est convertie à l'écartement 1 067 mm en 1929.
La gare de Tobu World Square, numérotée TN55, a ouvert le 22 juillet 2017. En prévision de l'ouverture de cette gare, les numéros des gares de Kinugawa-onsen, Kinugawa-Kōen et Shin-Fujiwara ont été modifiés dès le 21 avril 2017.

## Caractéristiques

### Ligne
- Longueur : 16,2 km
- Ecartement : 1 067 mm
- Alimentation : 1 500 Vcc par caténaire
- Nombre de voies : voie unique

### Tracé
|  |

### Services et interconnexions

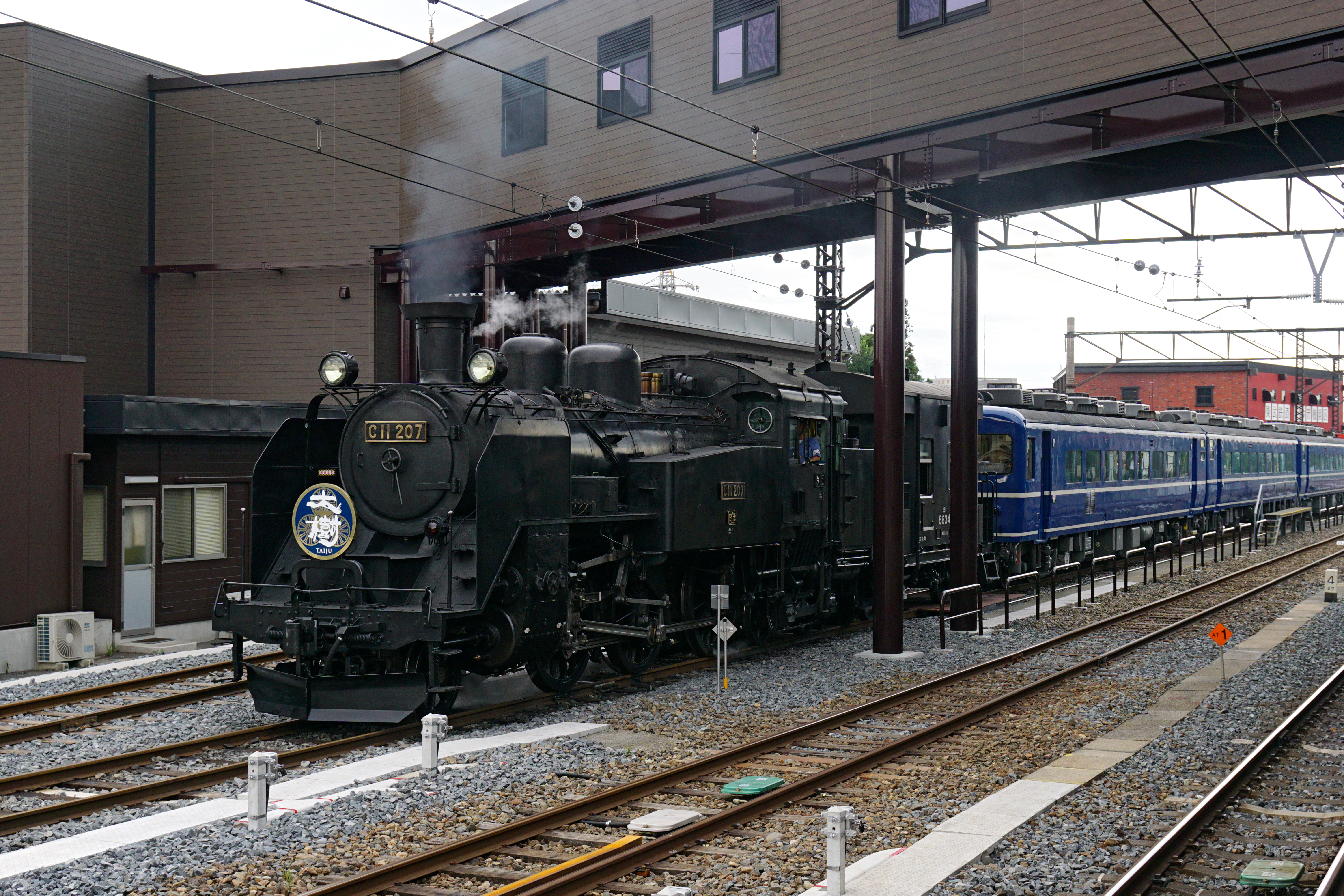
Le SL Taiju à Shimo-Imaichi.

La ligne est interconnectée avec la ligne Tōbu Nikkō à Shimo-Imaichi pour des services Kinu jusqu'à Asakusa ou Kinugawa jusqu'à Shinjuku. La ligne est également interconnectée avec la ligne Aizu Kinugawa à Shin-Fujiwara.
Un train à vapeur, le SL Taiju, fait l'aller-retour entre Kinugawa-onsen et Shimo-Imaichi.

### Liste des gares
La ligne comporte 9 gares.
| Numéro | Gare                   | Nom japonais           | Distance (km) | Correspondances                                | Localisation |
| ------ | ---------------------- | ---------------------- | ------------- | ---------------------------------------------- | ------------ |
| TN-23  | Shimo-Imaichi          | 下今市                 | 0             | Tōbu : Nikkō (interconnexion)                  | Nikkō        |
| TN-51  | Daiya-Mukō             | 大谷向                 | 0,8           |                                                | Nikkō        |
| TN-52  | Ōkuwa (ja)             | 大桑                   | 4,8           |                                                | Nikkō        |
| TN-53  | Shin-Takatoku          | 新高徳                 | 7,3           |                                                | Nikkō        |
| TN-54  | Kosagoe                | 小佐越                 | 9,9           |                                                | Nikkō        |
| TN-55  | Tobu World Square (ja) | 東武ワールドスクウェア | 10,6          |                                                | Nikkō        |
| TN-56  | Kinugawa-onsen         | 鬼怒川温泉             | 12,4          |                                                | Nikkō        |
| TN-57  | Kinugawa-Kōen          | 鬼怒川公園             | 14,5          |                                                | Nikkō        |
| TN-58  | Shin-Fujiwara          | 新藤原                 | 16,2          | Yagan Railway : Aizu Kinugawa (interconnexion) | Nikkō        |